# Sephena intexa
Sephena intexa är en insektsart som beskrevs av Medler 2000. Sephena intexa ingår i släktet Sephena och familjen Flatidae. Inga underarter finns listade i Catalogue of Life.